# Vanessa klymene
Vanessa klymene är en fjärilsart som beskrevs av Fischer 1896. Vanessa klymene ingår i släktet Vanessa och familjen praktfjärilar. Inga underarter finns listade i Catalogue of Life.